# Amphineurus fimbriatulus
Amphineurus fimbriatulus là một loài ruồi trong họ Limoniidae. Chúng phân bố ở miền Australasia.